# Hermann Geyer (Politiker)
Hermann Geyer (* 3. Dezember 1873 in Truckenstetten bei Ferschnitz; † 23. November 1963 ebenda) war ein österreichischer Politiker (CSP) und Wirtschaftsbesitzer. Er war von 1919 bis 1920 Abgeordneter zum Landtag von Niederösterreich und von 1920 bis 1934 Abgeordneter zum Nationalrat.

## Leben
Geyer besuchte eine dreiklassige Volksschule und absolvierte danach die landwirtschaftliche Fortbildungsschule. Nach der Ableistung des Militärdienstes übernahm er 1898 die elterliche Landwirtschaft in seiner Heimatgemeinde Truckenstetten, wobei er während des Ersten Weltkriegs 16 Monate bei einem Eisenbahnsicherungskommando eingesetzt war.

## Politik
Lokalpolitisch engagierte er sich ab 1912 als Gemeinderat, 1918 wurde er Bürgermeister in Ferschnitz. Er war zudem Mitglied des
Landeskulturrates und vertrat die Christlichsoziale Partei vom 20. Mai 1919 bis November 1920 im Niederösterreichischen Landtag und wechselte danach vom 10. November 1920 bis zum 2. Mai 1934 als Abgeordneter der Christlichsozialen Partei in den Nationalrat. 